# Hémisphère dominant
En neuropsychologie, on désigne par hémisphère dominant l'hémisphère cérébral qui est responsable du langage chez un individu donné. L'autre hémisphère est dit hémisphère non dominant, ou hémisphère mineur. Dans la population générale, l'hémisphère dominant est en général l'hémisphère gauche. 
Par extension, on parle d'hémisphère dominant pour d'autres fonctions que le langage (comme le calcul mental), mais, sans précision, c'est du langage qu'il s'agit.
Une autre acception est qu'un hémisphère acquiert une dominance potentielle sur l'autre. Il n'est pas nécessairement celui du langage (bien que ce soit le cas le plus courant), ce qui fait que certaines personnes pourraient avoir un hémisphère « non verbal » dominant (généralement l'hémisphère droit).
Après avoir prouvé l'asymétrie cérébrale chez l'Homme (ce qui lui a valu un prix Nobel), Roger Sperry l'a exprimée de la manière suivante :
« L'idée principale qui émerge […] est qu’il y aurait deux modes de pensée, le verbal et le non verbal, représentés plutôt séparément dans les hémisphères gauche et droit, et que notre système éducatif, tout comme la science en général, tend à négliger la forme non verbale de l’intellect. Ce qui en découle est que la société moderne fait une discrimination contre l’hémisphère droit. »

## Détermination de l'hémisphère dominant
En milieu clinique, pour déterminer chez un individu donné son hémisphère dominant, on peut utiliser le test de Wada qui consiste à faire circuler dans une seule moitié du cerveau un anesthésique : s'il s'agit de l'hémisphère dominant, le patient devient temporairement aphasique, c'est-à-dire incapable de parler et/ou de comprendre la parole. Désormais, on peut, de façon moins invasive, utiliser la technique d'IRM fonctionnelle.

### Imagerie par résonance magnétique fonctionnelle

#### Avantages
L’avantage principal de l’IRMf est qu’il s’agit d’une technique non invasive. De plus, on estime que son coût d’utilisation serait le tiers de celui du test de Wada. Le fait que ce dernier soit administré alors que le niveau de conscience est altéré et que cette procédure puisse être perçue comme étant stressante par le patient peut avoir un effet considérable sur sa performance au test, biaisant ainsi les résultats. Puisque l'IRMf n'altère pas le niveau de conscience et qu’il s'agit d’une technique non invasive, on peut supposer que ces effets seraient donc moindres. De plus, la durée des tests peut être significativement plus longue pour l'IRMf que pour la méthode traditionnelle (qui est de trois à cinq minutes), et l’on peut utiliser des tâches et des stimuli différents. Au besoin, on peut même répéter le test. 
D’autre part, alors qu’on cible par le test de Wada des aires considérées comme étant critiques au langage, on peut détecter l’activation d’un plus grand nombre d’aires avec l'IRMf (dû à la nature différente des tâches, entre autres). On peut alors avoir une représentation plus réaliste de la localisation des fonctions langagières dans le cerveau ; on a affaire à une échelle continue, par contraste à un indice de latéralisation. Ceci devient particulièrement intéressant lorsqu’on sait que la latéralisation du langage est davantage atypique (dominance à droite ou bilatérale) chez la population épileptique, et qu’il y a souvent réorganisation neuronale à la suite de lésions cérébrales, particulièrement chez les enfants.  

#### Inconvénients et difficultés
L’IRMf ne peut être subie par plusieurs personnes, notamment les gens souffrant d'obésité, ayant un pacemaker ou tout implant ferromagnétique, les macroencéphales, les claustrophobes, ou encore ceux ayant un déficit de l’attention ou de l'intelligence. Le choix des tâches linguistiques à administrer est délicat, car l'on doit s'assurer de susciter toutes les zonées associées au langage. Afin de répondre à ce problème, des chercheurs ont suggéré d’administrer plusieurs tâches et de les combiner dans une seule et unique carte fonctionnelle globale. Il faut également choisir ce à quoi on comparera l'IRMf : à une tâche contrôle ou au niveau de base. On doit également déterminer un seuil d’activation minimal qui servira à déterminer la latéralisation. Si ce seuil est trop bas, alors le bruit dans le signal sera pris à tort comme une activation cérébrale;  si le seuil est trop haut, aucune zone ne sera considérée comme étant activée. Dans les deux cas, on en viendrait à un verdict incorrect. De plus, l’analyse des données requiert un certain temps, alors que la latéralisation du cerveau est déterminée immédiatement après le test de Wada, ce qui est un facteur à considérer si l'on doit opérer promptement. 

#### Comparaison des résultats avec le test de Wada
Le test de Wada est, jusqu’à maintenant, considéré comme étant la référence, le « gold standard » en ce qui a trait à la latéralisation du langage. C’est pourquoi, dans la plupart des articles explorant le sujet, on vérifie si les résultats par l'IRMf concordent avec ceux obtenus par le test de Wada pour une même personne. Dans une métaanalyse de Bauer et al., on déclare une concordance dans 81 % des cas au total, mais surtout lorsque l’hémisphère gauche est dominant. Lorsque les conclusions ne sont pas les mêmes, c’est plutôt lorsque la représentation cérébrale est jugée atypique (75 % du temps) selon l'IRMf. Il reste à savoir quelle est la cause de la divergence : un faux verdict de latéralisation atypique de l'IRMf, ou alors un faux verdict de latéralisation typique du test de Wada. 

#### Discussion
Puisque la détermination de la latéralisation par l'IRMf fait passer les probabilités post-test (les probabilités d’une représentation correcte de la latéralisation du langage) de 20 à plus de 99 % lorsque le langage est déclaré comme étant latéralisé à gauche, on peut envisager d’étendre l’usage de cette technique comme outil préopératoire. Du moins, on pourrait l’utiliser comme test de triage préliminaire. Si le langage est ainsi déterminé comme étant latéralisé à gauche, le résultat est plutôt certain et un test de Wada n'est pas nécessaire : si l’on fait face à une représentation atypique, on peut alors confirmer avec le test usuel. Avant d’en arriver là, il faudra bien sûr élaborer un protocole standard. Il y a également la possibilité d’utiliser d’autres techniques d’imagerie, notamment l'Imagerie spectroscopique proche infrarouge, qui présente quelques avantages par rapport aux techniques abordées ci-dessus.